# 小林千紘
小林 千紘（こばやし ちひろ、1982年2月20日 - ）は、スリーハンドレッドカントリークラブ所属の日本のゴルファー。大学時代までは野球選手で、投手として最速130km/hを超える速球をもち、当時プロ野球の西武ライオンズに所属していた速球投手・松坂大輔に擬え「女松坂」と呼ばれた。明治大学野球部在籍中の2001年には、東京大学野球部の竹本恵と共に日本人女性として初めて東京六大学野球のマウンドに上がり話題となった。

## 経歴
栃木県大田原市出身。父親は趣味が高じて高野連の審判資格を取得するなど大の野球好きで、母親もかつてソフトボールをプレーするなど野球と近しい環境にあった。幼少の頃より1歳上の兄と一緒に父親から野球の手ほどきを受けていたが、成長に連れて父親の野球熱が専ら兄の方に向けられるようになり、これに反発して一時野球から離れた。小学3年生のときに母親から望まれ再び野球を始める。以来試合出場は全くなかったが、6年次の県大会で急遽指名された打席で凡退した悔しさから、再び情熱を傾け始めた。中学校では野球部への入部を断られたためソフトボール部に所属し、中心選手となる。ソフトボール選手としてのオリンピック出場も夢見るようになるが、野球で活躍したいという思いを捨てきれず、中学卒業後、女子硬式野球部を新設したばかりの鹿児島県の神村学園高等部に進学した。
遠投力を買われて投手に抜擢されたが、無理な投げ込みが影響して肩を壊し、1年次は筋力トレーニングと走り込みに費やした。2年次に出場した夏の全国高校女子硬式大会では埼玉栄高校を相手に5回ノーヒットノーランを演じるも、決勝ではソフトボール部主体の習志野高校に打ち込まれ敗戦を喫した。当時の球速は110km/hほどであった。しかし猛練習を積んだ翌春の全国高校女子選抜大会で優勝。非公式ながら女子としては破格の130km/hの速球を連発して注目され、松坂大輔に擬えて「女松坂」と呼ばれた。また同時期、初の女子硬式野球日本代表チーム「エネルゲン」のメンバーとして、全米女子野球選手権に参加。第2試合の対オカラ・ライトニング戦で5回を10奪三振、参考記録ながらノーヒットノーランの快投を披露した。帰国後には全国大会春秋連覇と前年の雪辱を期して全国高校女子硬式大会に臨み、決勝の対浜名高校戦では、5回途中に右肩を負傷しながらも完投勝利を挙げて優勝を果たした。
進学に際して明治大学短期大学を受験したが不合格となり、のちに明治大学二部法学部に入学。野球部に入部した。セレクションでは125km/hほどの球を投げていたといい、監督の荒井信久は、その投球フォームの滑らかさと共に「女子の高校生というレベルで見たら、大したもんだなというのが正直なところでした」と感想を述べている。高校時代はほぼ速球のみを持ち球としていたが、男子学生相手にそれだけでは通用しないため、在学中にカーブやチェンジアップといった変化球を球種に加えた。
2001年5月28日、東京六大学野球リーグの対東京大学戦で、竹本恵と女性同士で先発する形で初登板。3回を投げ、打者13人を被安打2、四死球2、1奪三振、無失点という内容で抑えた。この年の春より投球フォームを従来のワインドアップからコントロール重視のノーワインドアップに変えていたこともあり、直球の最速は高校時代より15km/hほど遅い111km/hであった。試合は明治が10-0で勝利したが、小林に勝敗はつかなかった。試合後には異例の共同記者会見が開かれ、監督の荒井信久と共に出席。「こういったことは、歴史的なことなので私としては光栄に思っています。ただ、実際にマウンドに立てば、女性対決ということは意識しないで、自分のことだけで精一杯でした」などと感想を述べた。一方で打者・竹本との対戦については「女性である竹本さんには打たれたくないという気持ちで、三振を狙っていきました」とも語った。また荒井は「期待していた通りのいい内容の投球をしてくれたと思います。ゲームとしても、小林効果というか、打線もいいところで打ってくれて、内容はよかったんじゃないでしょうか」などと述べた。試合の様子は、特集を組んだテレビ東京の『スポーツ10』をはじめ、テレビ各局のスポーツニュースなどで流された。翌日のスポーツ新聞各紙でも大きく取り上げられ、『スポーツ報知』は1面で報じた。小林のリーグ戦登板はこの1試合のみだった。この頃より肘と右肩の痛みに悩まされ始める。
在学中、女子ゴルファーであるアニカ・ソレンスタムの男子プロゴルフツアー挑戦のニュースに感銘を受け、ゴルフへの転向を考え始める。大学卒業と共に野球を引退し、以後はキャディーを務めながらプロゴルファーを目指している。2011年と2013年には最終プロテストに進んでおり、2013年の26位タイ（20位以内が合格）が最高成績である。